# Largidea balli
Largidea balli är en insektsart som beskrevs av Knight 1968. Largidea balli ingår i släktet Largidea och familjen ängsskinnbaggar. Inga underarter finns listade i Catalogue of Life.